# Félix Berdeja
Félix Gonzalo Berdeja Taboada (La Paz, 23 de julio de 1953) es un exfutbolista y entrenador boliviano. Actualmente dirige a Unión Maestranza de la Asociación de Fútbol de La Paz. Fue fundador y primer presidente de la Asociación Nacional de Entrenadores de Bolivia.

## Clubes

### Como entrenador
| Club                   | País    | Año               |
| ---------------------- | ------- | ----------------- |
| La Paz F. C.           | Bolivia | 2003 - 2005       |
| Real Potosí            | Bolivia | 2005 - 2007       |
| The Strongest          | Bolivia | 2007              |
| Aurora                 | Bolivia | 2007 - 2008       |
| Real Potosí            | Bolivia | 2008              |
| La Paz F. C.           | Bolivia | 2009              |
| Petrolero              | Bolivia | 2012              |
| Empresa Minera Huanuni | Bolivia | 2012              |
| La Paz F. C.           | Bolivia | 2012              |
| Unión Maestranza       | Bolivia | 2013              |
| 31 de Octubre          | Bolivia | 2015              |
| Ramiro Castillo        | Bolivia | 2017              |
| White Star             | Bolivia | 2022              |
| Unión Maestranza       | Bolivia | 2023 - Actualidad |

## Palmarés

### Como entrenador
Títulos nacionales
| Título             | Club         | País    | Año  |
| ------------------ | ------------ | ------- | ---- |
| Copa Simón Bolívar | La Paz F. C. | Bolivia | 2003 |